# 빅터 바르나도

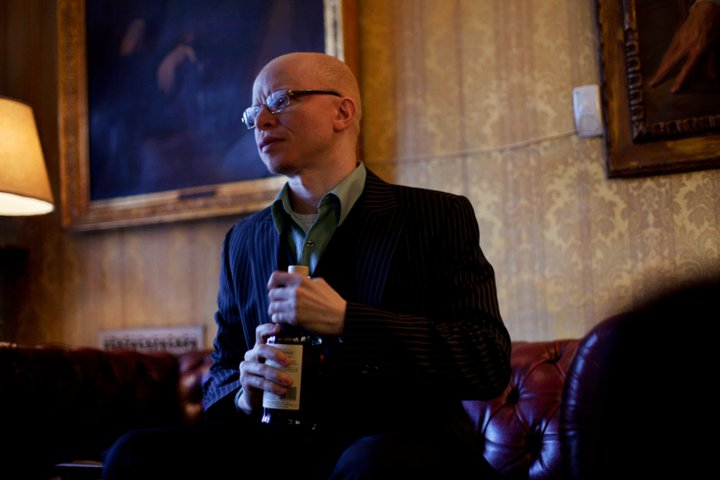
2011년 모습

빅터 버나도(Victor Varnado, 영어 발음: /vɜːrˈnɑːdoʊ/, 1969년 5월 15일 ~ )는 미국의 스탠드업 코미디언, 배우, 각본가, 영화 제작자, 영상 편집자이다.
게리에서 태어났다.

## 출연 작품

### 영화
- Full Moon Rising (1996)
- 엔드 오브 데이즈 (1999) - 알비노 역
- 더 인턴 (2000, The Intern)
- 플루토 내쉬 (2002)
- 총각은 어려워 (2003)
- Twisted Fortune (2007)
- Contact High (2009)
- 아이 오리진스 (2014)

### 텔레비전
- 해리스 로우 (2011)